# Piedigrotta: Le nuove Canzoni di Napoli
Piedigrotta: Le nuove Canzoni di Napoli fu un evento musicale che si tenne a Napoli dal 15 al 17 novembre del 1973.

## La manifestazione
Dopo il Gran Festival di Piedigrotta del 1962, il richiamo alla Festa di Piedigrotta torna nel titolo di una manifestazione musicale partenopea. Questa volta, però, per evitare polemiche e denunce da parte degli autori non accettati dalla giuria esaminatrice, non ci sono vincitori e vinti. La manifestazione, si svolge al Teatro Mediterraneo di Napoli, sede storica del Festival di Napoli, e viene trasmessa radiofonicamente in prima serata.
Le canzoni vengono eseguite in gruppi di dodici, divise nelle prime due serate. Nella terza serata vengono eseguiti tutti i brani, con ripresa televisiva in seconda serata. Ospite della manifestazione sarà Gina Lollobrigida.

## Il caso Abbate
Pur non essendo una gara, tornano i dissapori tra gli artisti esclusi al Festival. Mario Abbate, poco prima della diretta televisiva del 17 novembre, si barrica nel pullman della regia mobile dichiarando Scappate tutti, tra poco salterà tutto. Protesta contro gli organizzatori per essere stato escluso non per meriti artistici ma per dissapori personali estranei all'evento. Dopo la richiesta di alcuni colleghi, Abbate abbandona la sua postazione. Giunge sul luogo il commissario Petruzzi che, perquisendolo, non trova alcuna bomba. Abbate dichiara che Avrebbe fatto saltare la manifestazione. La Piedigrotta si svolse regolarmente ma non riuscì a rilanciare il Festival.

## Canzoni e cantanti
| Canzone                         | Autori                                 | Artista          |
| 'A befana 'e Peppeniello        | (Di Maio - Acampora - Manetta)         | Gloriana         |
| 'A sceneggiata                  | (Fusco - Mastrominico)                 | I Cabarinieri    |
| Canzone 'e cielo                | (Petrucci - Di Sandro)                 | Angela Bini      |
| Che vuo' cchiu'                 | (Russo - Genta)                        | Angela Luce      |
| Chitarre e tammorre             | (B.Marotta - Gigante - Nadin)          | Raffaele Accardo |
| 'E rrose d' 'a dummeneca        | (Di Gianni)                            | Gianna Cavalieri |
| Madonna verde                   | (Schiano - Esposito)                   | Mario Merola     |
| Napule mia                      | (Cigliano)                             | Fausto Cigliano  |
| 'O bar 'e ll'università         | (Annona - Di Domenico)                 | Tony Astarita    |
| 'O bello                        | (Dura - Festa - Salerni)               | Mario Da Vinci   |
| Rose rosse pe' Maria            | (Fiorini - Zinzi)                      | Salvatore Zinzi  |
| Scusa                           | (Depsa - Faiella - Di Francia)         | Peppino Di Capri |
| 'A scola 'e ll'ammore           | (Casalini - Pagano - Marsiglia)        | Nino Taranto     |
| Astrignete a mme                | (Moxedano - Iglio)                     | Mario Trevi      |
| Buscie d'ammore                 | (Negri - Colucci)                      | Antonello Rondi  |
| Capriccio 'e Positano           | (Martucci - Ricciardi)                 | Tina Polito      |
| Core e core                     | (V.Mazzocco - S.Mazzocco - Forte)      | Mirna Doris      |
| Era 'e settembre                | (Murolo - Forlani - De Caro)           | Roberto Murolo   |
| Guaglione guaglione             | (Amato - Cerbone - Valleroni - Taylor) | Gianni Migliardi |
| L'organo sona                   | (Palomba - Aterrano)                   | Franco I°        |
| Nun me cunusce cchiu'           | (Martingano - Gallo - Romeo)           | Nunzio Gallo     |
| Schiattoso tango                | (Pingior - E.Alfieri)                  | Antonio Buonomo  |
| Te chiamme Angela               | (Pisano - Barile)                      | Claudio Villa    |
| Tu suone 'a chitarra e io canto | (Pazzaglia)                            | Marina Pagano    |

## Enti promotori
Comune di Napoli, Amministrazione provinciale, Azienda di Soggiorno e Turismo, Ente Privinciale per il Turismo, con il Patrocinio dell'Assessorato al Turismo della Regione Campania.